# Холодная Гора (Харьков)
Холо́дная Гора́ (укр. Холодна гора) — историческая местность в Харькове, находящаяся на территории административных Холодногорского и Новобаварского районов города.
На востоке отделена от основной части города железнодорожными путями бывшей Курско-Харьковско-Азовской железной дороги, идущими в обе стороны от Южного вокзала. На восточном склоне горы находится исторический район Карповка с Карповским садом.
От Лысой Горы отделена оврагом Савкин яр. Разделяет две горы идущий с востока на запад овраг Савкин Яр, по которому проходит Верхнеудинская улица и который ограничен улицами Революции 1905 года с севера (на Лысой горе) и Нижнегиёвской с юга (на Холодной горе). От центра города и Залопани район отделён выемкой линии Курско-Харьковско-Азовской железной дороги и Южным вокзалом Харьков-Пассажирский.

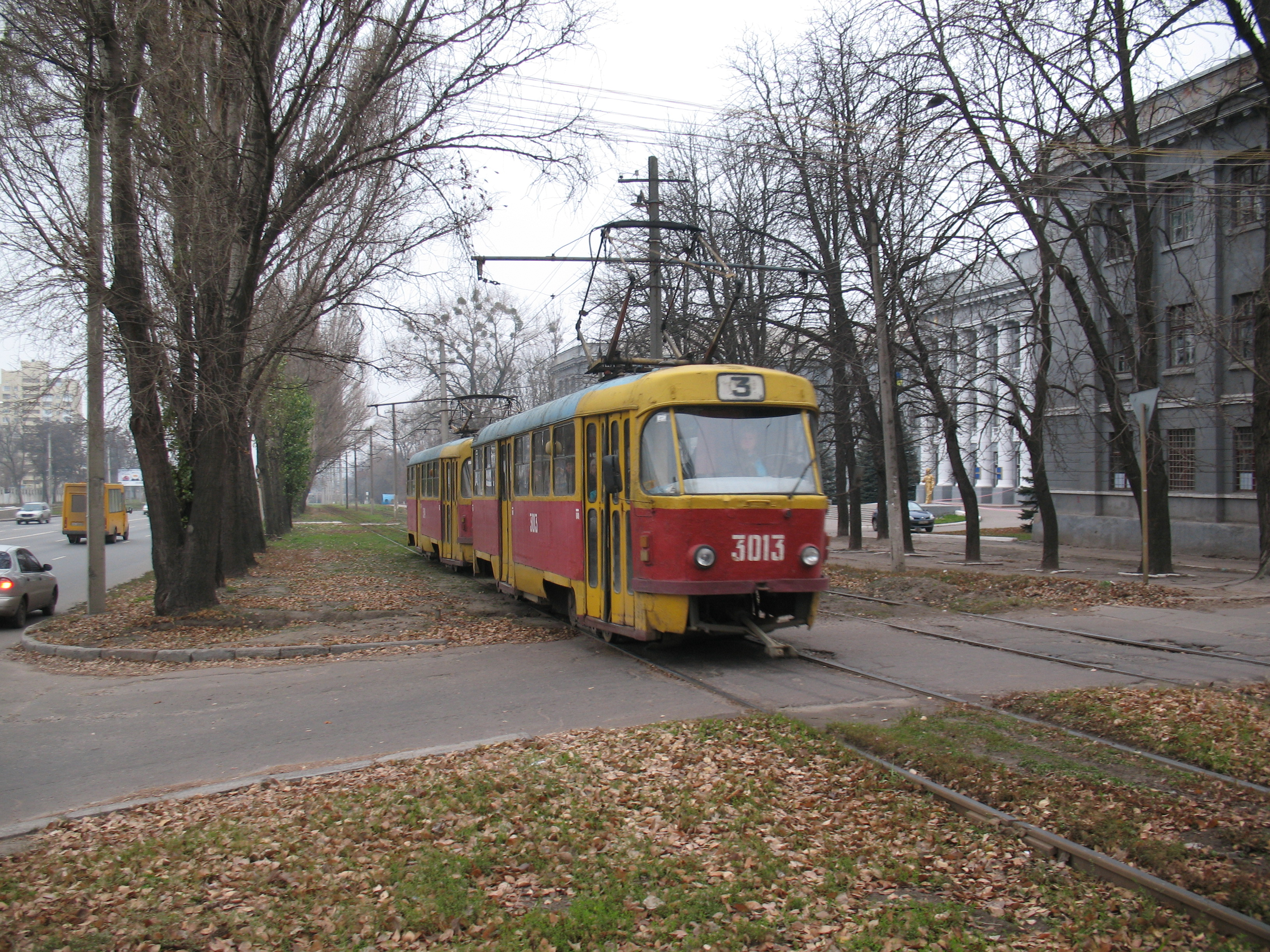
Трамвай на улице Полтавский Шлях, фото 2010 года

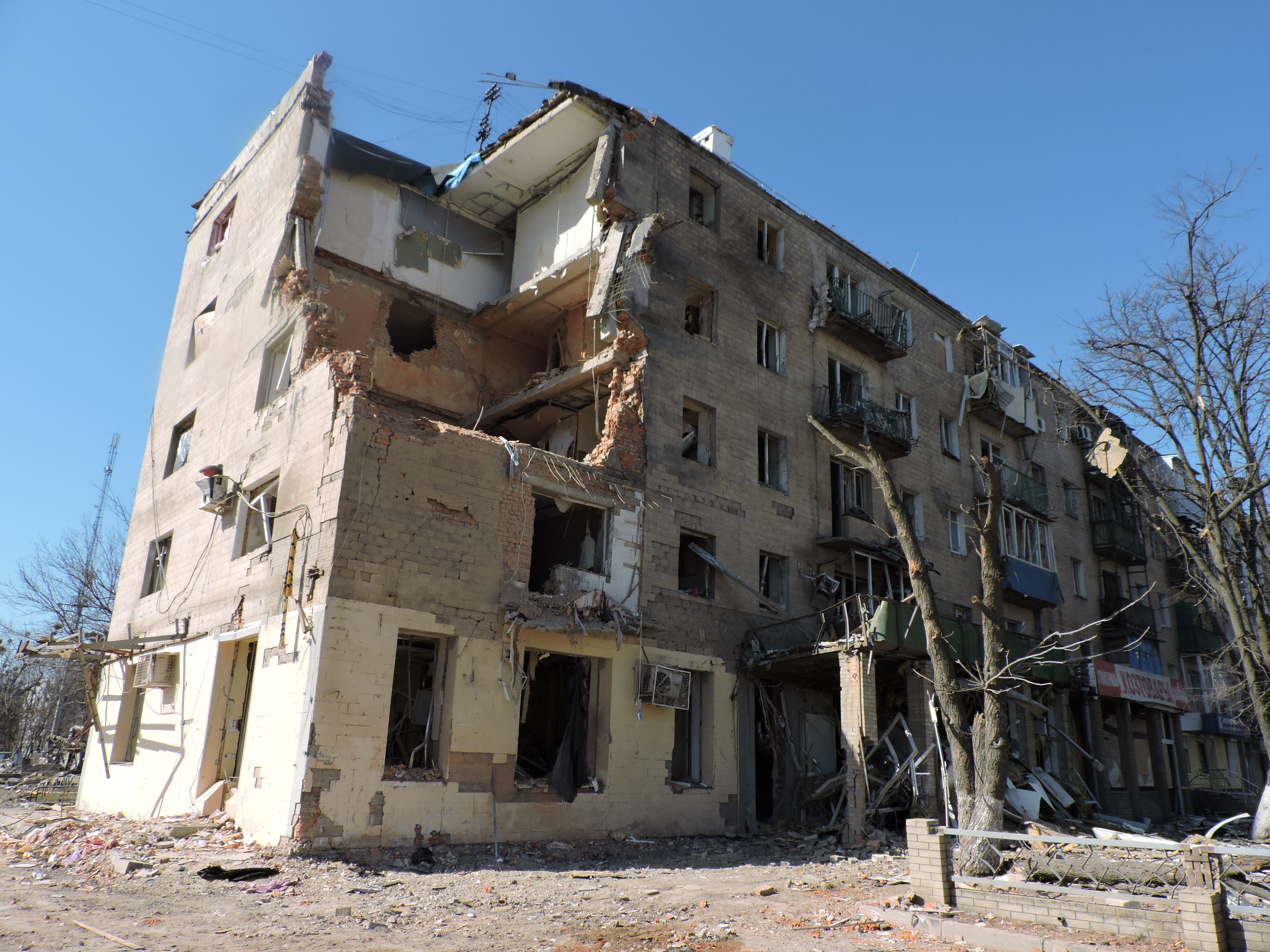
Разрушенный многоквартирный жилой дом на Холодногорской улице, д. 3, после авиаудара российским самолётом в ночь на 2 марта 2022 года. [https://www.google.com/maps/@49.981525,36.1770002,3a,49.8y,291.15h,99.48t/data=!3m6!1e1!3m4!1scMYLvIQ6gx10GPp2nOxa7A!2e0!7i13312!8i6656?hl=ru Этот же дом до разрушения

Между Лысой и Холодной горами расположен район Гиёвка.
Основными транспортными магистралями района Холодной горы являются улицы Полтавский Шлях, Волонтёрская и перпендикулярная им Холодногорская.

## История
Существуют две версии происхождения названия местности Холодная Гора. Согласно первой, район обязан своим названием местоположению: возвышенность продувалась ветром сильнее, чем районы, расположенные в низине, и там всегда было холоднее.
Существует и легенда, по которой в этих местах когда-то жил переселенец из Правобережной Украины по прозвищу Холод. Однажды его взяли в плен и разрушили дом татары. Больше о нём ничего не известно, но имя осталось в названии горы.
На Холодной Горе, неподалёку от местного кладбища, в доме родственников известного литературного критика Ивана Кронеберга с 9 по 16 июня 1846 года жил Виссарион Белинский, встретившийся тогда с представителями харьковского литературного кружка.

## Инфраструктура
В 2014 году открылся супермаркет «Рост Холодногорский»
В 2017 году открылся новый Холодногорский базар.
В 2018 году открылся супермаркет «Класс Холодногорский»
В 2021 году был реконструирован парк «Юность»

## Природа
Раньше Холодная Гора была покрыта лесами, по мере разрастания Харькова их число уменьшалось.
Ныне на территории Холодной горы расположен парк «Юность».

## Транспорт
- Станция метро «Холодная Гора» (изначально — «Улица Свердлова»). Открыта в составе первой очереди Холодногорско-Заводской линии (и первой очереди харьковского метро) в 1975 году.
- Харьковский трамвай № 3.
- Харьковский троллейбус № 11, 27.
- Автобусный вокзал «Харьков-Запад» городских и пригородных маршрутов на 24 платформы. Направление автобусных рейсов осуществляется в следующие населенные пункты: Песочин, Рай-Еленовка, Коротич, Люботин, Валки, Буды, Мерефа, Верхняя Озеряна, Высокий, Южный, Залютино, Солоницевка, Ольшаны.

## Достопримечательности
- Озерянская церковь УПЦ МП (ул. Полтавский Шлях).
- Храм Смоленской иконы Божией матери УПЦ МП (ул. Семинарская).
- Два православных храма УПЦ МП на ул. Нижнегиёвской.
- Карпов сад
- Холодногорская исправительная колония № 18, построена при Павле I).